# Hadzia guamensis
Hadzia guamensis is een vlokreeftensoort uit de familie van de Hadziidae. De wetenschappelijke naam van de soort is voor het eerst geldig gepubliceerd in 2004 door Sawicki & Holsinger.